# تجمع بدو الريان (مأرب)

تعديل مصدري - تعديل

تجمع بدو الريان هي إحدى قرى عزلة ال مشعل بمديرية مأرب التابعة لمحافظة مأرب، بلغ تعداد سكانها 56 نسمة حسب تعداد اليمن لعام 2004.